# Sucy-en-Brie
Sucy-en-Brie är en kommun i departementet Val-de-Marne i regionen Île-de-France i norra Frankrike. Kommunen ligger i kantonen Sucy-en-Brie som tillhör arrondissementet Créteil. År 2022 hade Sucy-en-Brie 27 593 invånare.

## Befolkningsutveckling
Antalet invånare i kommunen Sucy-en-Brie
| Referens: INSEE |